# 賈彦文
賈 彦文（か げんぶん、1925年1月17日 – 2017年8月22日）は、台湾のカトリック大司教である。洗礼名は「マタイ」。嘉義教区司教、花蓮教区司教、台北教区大司教を歴任した。

## 経歴
- 1925年 - 1月17日、中国河北省元氏県斉范村生まれ。
- 1936年 - 7月、正定使徒座代理区柏棠小修院[2]入学。
小神学校では8年間在学し、戦後の混乱のため、最後の1年は中学1年の中国語教師を兼任した。
- 1945年 – 北平西直門外神哲学院 文声総書院入学。
- 1948年 – 11月、上海よりフランス マルセイユを経てローマに至り、ウルバノ大学神学修士課程に4年間在学。
- 1951年 - 7月15日、ウルバノ大学において司祭叙階。
- 1952年 - 3月、ベルギー ルーヴェン・カトリック大学で教育学修士課程に3年在学。
- 1955年 – 中国人留学生の指導司祭に就任、雷鳴遠神父記念奨学金委員会の責任者を6年間務め、ベルギー滞在は9年間となる。
- 1961年 – 12月、台南に移る。台南教区司教総代理、カトリック学生センター指導司祭、成功大学法文学科兼任副教授など9年間務める。
- 1970年 – 5月、嘉義教区司教に任命。同年7月、司教叙階。
- 1974年 – 12月、花蓮教区司教に任命。
- 1978年 – 12月、台北教区大司教に任命、金馬管理区の管理者を兼任。
- 1980年 – 8月15日、フィリピン アダムソン大学より教育学名誉博士号授与。
- 1989年 – 教皇庁が健康上の理由による引退を批准。